# Кисси, Абделькарим
Абделькари́м Кисси́ (араб. عبد الكريم قيسي‎; 5 мая 1980, Уджда) — марокканский футболист, полузащитник. Серебряный призёр Кубка африканских наций 2004 в составе сборной Марокко.

## Карьера

### Клубная
Начал свою карьеру в клубе «Мулудия» из своего родного города Уджда. В 22 года его пригласил казанский «Рубин».

### В сборной
В сборной команде был в заявке на Кубке африканских наций 2004 года и 2008 года.